# Dirichlet-sűrűség
A matematikában a Dirichlet-sűrűség prímszámok halmazának egy jellemzője. Az elnevezés Peter Gustav Lejeune Dirichlet-re utal. Egyszerűbben használható, mint a természetes sűrűség.

## Definíció
Ha A prímszámok egy halmaza, akkor Dirichlet-sűrűsége az
{\displaystyle \lim _{s\rightarrow 1^{+}}{\sum _{p\in A}{1 \over p^{s}} \over \log({\frac {1}{s-1}})}}
határérték, ha létezik. Ez többnyire megegyezik az
{\displaystyle \prod _{p\in A}{1 \over 1-p^{-s}}}
1-beli pólusának rendjével, bár ez általában nem valódi pólus, mert rendje nem egész szám. Legalább, ha a jobb oldali függvény egy holomorf függvény és s−1 szorzata az s = 1 közelében. Például, ha A az összes prímek halmaza, akkor ez éppen a Riemann-féle zéta-függvény, aminek s = 1-ben 1 rendű pólusa van, tehát Dirichlet-sűrűsége 1.
Hasonlóan definiálható általában prímek, prímhatványok esetlegesen ismétléseket tartalmazó sorozatának Dirichlet-sűrűsége is.

## Tulajdonságai
Ha A prímszámok egy halmaza, és az
( A N-nél kisebb elemeinek száma )/( N-nél kisebb prímek száma )
határértékeként definiált természetes sűrűsége létezik, akkor Dirichlet-sűrűsége is van, és a két sűrűség megegyezik. Fordítva ez nem igaz, például a tízes számrendszerben 1-gyel kezdődő prímeknek nincs természetes sűrűsége, de Dirichlet-sűrűsége log(2)/log(10).
A Dirichlet-sűrűség létezése azonban egyszerűbben kimutatható, és ez több alkalmazáshoz elegendő. Például, ha a + nd számtani sorozatban d és a relatív prímek, akkor a sorozatban levő prímek Dirichlet-sűrűsége  1/φ(b), tehát a sorozatban végtelen sok prím van.
A nullától különböző Dirichlet-sűrűség azt is jelenti, hogy bizonyos L-függvényeknek nincs gyöke s = 1-ben, míg a nullától különböző természetes sűrűségből következik, hogy nincs gyökük a Re(s) = 1 egyenesen.

## Fordítás
- Ez a szócikk részben vagy egészben  a   Dirichlet density című angol Wikipédia-szócikk fordításán alapul.  Az eredeti cikk szerkesztőit annak laptörténete sorolja fel. Ez a jelzés csupán a megfogalmazás eredetét és a szerzői jogokat jelzi, nem szolgál a cikkben szereplő információk forrásmegjelöléseként.